# Italian Hockey League - Division I 2021-2022
L'Italian Hockey League - Division I 2021-2022 è il terzo ed ultimo livello del Campionato italiano di hockey su ghiaccio giocato nella stagione 2021-2022.

## Formazioni
Le squadre iscritte al campionato salgono a undici: ad eccezione del Dobbiaco promosso in IHL, sono confermate tutte le squadre che avevano partecipato alla stagione precedente (Val Venosta, HC Pinè, HC Pieve di Cadore, Real Torino HC, HC Valpellice Bulldogs, Milano Bears e HC Bolzano/Trento) mentre sono quattro le nuove iscritte: per tre si tratta di un ritorno (Aosta Gladiators, Chiavenna e HC Feltreghiaccio) mentre c'è il debutto assoluto per un'altra squadra milanese, l'Hockey Club Old Boys Milano.
| Squadre iscritte alla IHL-I Division nel campionato 2019-20 | Squadre iscritte alla IHL-I Division nel campionato 2019-20 | Squadre iscritte alla IHL-I Division nel campionato 2019-20 | Squadre iscritte alla IHL-I Division nel campionato 2019-20 | Squadre iscritte alla IHL-I Division nel campionato 2019-20 | Squadre iscritte alla IHL-I Division nel campionato 2019-20 |
| Girone                                                      | Club                                                        | Regione                                                     | Città                                                       | Arena                                                       | Capacità                                                    |
| ----------------------------------------------------------- | ----------------------------------------------------------- | ----------------------------------------------------------- | ----------------------------------------------------------- | ----------------------------------------------------------- | ----------------------------------------------------------- |
| Ovest                                                       | Aosta Gladiators                                            | Valle d'Aosta                                               | Aosta (AO)                                                  | Palaghiaccio di Aosta                                       | ?                                                           |
| Ovest                                                       | Real Torino                                                 | Piemonte                                                    | Torino (TO)                                                 | Palasport Tazzoli                                           | 2.290                                                       |
| Ovest                                                       | Valpellice Bulldogs                                         | Piemonte                                                    | Torre Pellice (TO)                                          | Pala Cotta Morandini                                        | 2.370                                                       |
| Ovest                                                       | Chiavenna                                                   | Lombardia                                                   | Chiavenna (SO)                                              | Palaghiaccio di Chiavenna                                   | 450                                                         |
| Ovest                                                       | Milano Bears                                                | Lombardia                                                   | Milano (MI)                                                 | Stadio del ghiaccio Agorà                                   | 4.000                                                       |
| Ovest                                                       | Old Boys Milano                                             | Lombardia                                                   | Milano (MI)                                                 | Stadio del ghiaccio Agorà                                   | 4.000                                                       |
| Est                                                         | Hockey Pieve                                                | Veneto                                                      | Pieve di Cadore (BL)                                        | Stadio del ghiaccio di Tai di Cadore                        | ?                                                           |
| Est                                                         | Feltreghiaccio                                              | Veneto                                                      | Feltre (BL)                                                 | Palaghiaccio Feltre                                         | 2.500                                                       |
| Est                                                         | HC Bolzano/Trento                                           | Trentino-Alto Adige                                         | Bolzano (BZ) Trento(TN)                                     | Palaonda Stadio del ghiaccio di Trento                      | 7.220 940                                                   |
| Est                                                         | HC Piné                                                     | Trentino-Alto Adige                                         | Baselga di Piné (TN)                                        | Ice Rink Pinè                                               | 1.880                                                       |
| Est                                                         | HC Val Venosta                                              | Trentino-Alto Adige                                         | Laces (BZ)                                                  | IceForum                                                    | 400                                                         |

## Formula
Le squadre sono state suddivise in due gironi, Est (con 5 partecipanti, provenienti da Trentino-Alto Adige e Veneto) e Ovest (con 6 partecipanti, provenienti da Valle d'Aosta, Piemonte e Lombardia).
La regular season si è disputata con un girone di andata e ritorno per entrambi i gironi. Le prime tre squadre classificate di ciascun girone hanno accesso al master round, mentre le restanti cinque (tre dal girone ovest e due dal girone est) al qualification round; entrambi i gironi vennero disputati con gare di andata e ritorno.
Ai play-off si sono qualificate 8 squadre: le squadre del master round e le prime due classificate del qualification round.

## Regular season

### Girone Ovest
| Pos. | Squadra             | Pt | G  | V  | VOT | POT | P | GF | GS | DR  |
| ---- | ------------------- | -- | -- | -- | --- | --- | - | -- | -- | --- |
| 1.   | Valpellice Bulldogs | 30 | 10 | 10 | 0   | 0   | 0 | 66 | 13 | +53 |
| 2.   | Real Torino         | 18 | 10 | 6  | 0   | 0   | 3 | 35 | 29 | +6  |
| 3.   | Milano Bears RB     | 13 | 10 | 4  | 0   | 1   | 5 | 31 | 36 | -5  |
| 4.   | Old Boys Milano     | 11 | 10 | 3  | 1   | 0   | 6 | 23 | 40 | -17 |
| 5.   | Aosta Gladiators    | 9  | 10 | 2  | 1   | 1   | 6 | 30 | 35 | -5  |
| 6.   | Chiavenna           | 9  | 10 | 3  | 0   | 0   | 7 | 19 | 51 | -32 |

### Girone Est
| Pos. | Squadra         | Pt | G | V | VOT | POT | P | GF | GS | DR  |
| ---- | --------------- | -- | - | - | --- | --- | - | -- | -- | --- |
| 1.   | Bolzano/Trento  | 19 | 8 | 6 | 0   | 1   | 1 | 32 | 13 | +19 |
| 2.   | Pieve di Cadore | 12 | 8 | 3 | 1   | 1   | 3 | 17 | 18 | -1  |
| 3.   | Piné            | 11 | 8 | 3 | 1   | 0   | 4 | 20 | 20 | 0   |
| 4.   | Feltreghiaccio  | 9  | 8 | 3 | 0   | 0   | 5 | 24 | 28 | -4  |
| 5.   | Val Venosta     | 9  | 8 | 2 | 1   | 1   | 4 | 21 | 35 | -14 |

In caso di parità di punti in classifica, i criteri per determinare le posizioni sono: 1) punti negli scontri diretti; 2) differenza reti negli scontri diretti; 3) differenza reti globale; 4) sorteggio.

## Seconda fase

### Master round
Le squadre hanno ricevuto un bonus di punti determinato dalla posizione in classifica nei gironi della stagione regolare: 6 punti per le due squadre prime classificate (Valpellice Bulldogs e Bolzano/Trento), 3 punti per le seconde classificate (Real Torino e Cadore), mentre nessun punto è andato alle due squadre terze classificate.
| Pos. | Squadra             | Pt | G  | V | VOT | POT | P  | GF | GS | DR  |
| ---- | ------------------- | -- | -- | - | --- | --- | -- | -- | -- | --- |
| 1.   | Valpellice Bulldogs | 27 | 10 | 6 | 1   | 1   | 2  | 45 | 19 | +26 |
| 2.   | Bolzano/Trento      | 26 | 10 | 6 | 1   | 0   | 3  | 42 | 19 | +23 |
| 3.   | Piné                | 21 | 10 | 7 | 0   | 0   | 3  | 42 | 22 | +20 |
| 4.   | Real Torino         | 20 | 10 | 5 | 1   | 0   | 4  | 19 | 36 | -17 |
| 5.   | Pieve di Cadore     | 14 | 10 | 3 | 0   | 2   | 5  | 39 | 32 | +7  |
| 6.   | Milano Bears RB     | 0  | 10 | 0 | 0   | 0   | 10 | 17 | 76 | -59 |

### Qualification round
Le squadre hanno ricevuto un bonus di punti determinato dalla posizione in classifica nei gironi della stagione regolare: 6 punti per le due squadre quarte classificate (Feltreghiaccio e Old Boys Milano), 4 punti per le quinte classificate (Val Venosta e Aosta), mentre nessun punto è andato al Chiavenna, sesto classificato del girone Ovest.
| Pos. | Squadra         | Pt | G | V | VOT | POT | P | GF | GS | DR  |
| ---- | --------------- | -- | - | - | --- | --- | - | -- | -- | --- |
| 1.   | Feltreghiaccio  | 26 | 8 | 6 | 1   | 0   | 1 | 44 | 14 | +30 |
| 2.   | Val Venosta     | 23 | 8 | 6 | 0   | 1   | 1 | 44 | 19 | +25 |
| 3.   | Aosta           | 13 | 8 | 3 | 0   | 0   | 5 | 23 | 37 | -14 |
| 4.   | Chiavenna       | 12 | 8 | 4 | 0   | 0   | 4 | 20 | 25 | -5  |
| 5.   | Old Boys Milano | 6  | 8 | 0 | 0   | 0   | 8 | 10 | 46 | -36 |

In caso di parità di punti in classifica, i criteri per determinare le posizioni sono: 1) punti negli scontri diretti; 2) differenza reti negli scontri diretti; 3) differenza reti globale; 4) sorteggio.

## Play-off
|  | Quarti di finale | Quarti di finale    | Quarti di finale    | Quarti di finale | Quarti di finale |  |  | Semifinali | Semifinali          | Semifinali | Semifinali | Semifinali |   |   | Finale | Finale              | Finale              | Finale | Finale |  |
|  |                  |                     |                     |                  |                  |  |  |            |                     |            |            |            |   |   |        |                     |                     |        |        |  |
|  | 1                | Valpellice Bulldogs | Valpellice Bulldogs | 4                | 3                |  |  |            |                     |            |            |            |   |   |        |                     |                     |        |        |  |
|  | 8                | Val Venosta         | Val Venosta         | 3                | 0                |  |  | 1          | Valpellice Bulldogs | 3          | 3          | 7          |   |   |        |                     |                     |        |        |  |
|  | 4                | Real Torino         | Real Torino         | 2                | 1                |  |  | 5          | Pieve di Cadore     | 4†         | 1          | 0          |   |   |        |                     |                     |        |        |  |
|  | 5                | Pieve di Cadore     | Pieve di Cadore     | 3‡               | 2                |  |  |            |                     |            |            |            |   |   | 1      | Valpellice Bulldogs | Valpellice Bulldogs | 2      | 11     |  |
|  | 2                | Bolzano/Trento      | 2                   | 4                | 1                |  |  |            |                     | 3          | Piné       | Piné       | 1 | 3 |        |                     |                     |        |        |  |
|  | 7                | Feltreghiaccio      | 6                   | 2                | 6                |  |  | 7          | Feltreghiaccio      | 2          | 6          | 1          |   |   |        |                     |                     |        |        |  |
|  | 3                | Piné                | Piné                | 10               | 11               |  |  | 3          | Piné                | 3‡         | 3          | 2          |   |   |        |                     |                     |        |        |  |
|  | 6                | Milano Bears RB     | Milano Bears RB     | 2                | 1                |  |  |            |                     |            |            |            |   |   |        |                     |                     |        |        |  |

Legenda:
†: incontro terminato ai tempi supplementari; ‡: incontro terminato ai tiri di rigore.
I Valpellice Bulldogs vincono il titolo di Division I e sono promossi in Italian Hockey League 2022-2023.